# Secvențierea ADN
Secvențierea ADN-ului este o metodă ce permite determinarea secvenței nucleotidice a unei molecule de ADN.
Cunoașterea secvențelor de ADN a devenit esențială în biologia de bază, dar și în numeroase alte științe, cum ar fi diagnosticarea și medicina personalizată, biotehnologia, medicina legală, virologia sau biologia sistemică. Mulțumită secvențierii ADN au fost completate genomurile diferitor specii, cum ar fi homo sapiens, dar și multe animale, plante și microorganisme. 

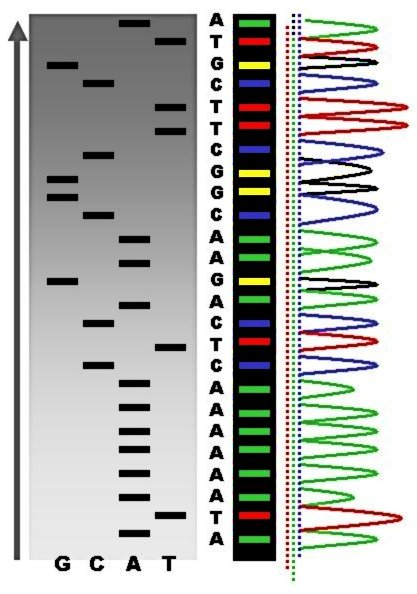
Rezultatul unei secvențieri Sanger.

Metodele pentru determinarea secvenței nucleotidice a unor fragmente de ADN au fost descoperite independent de Allan Maxam și Walter Gilbert de la Universitatea Harvard în 1976–1977 (tehnica de degradare chimică) și Frederick Sanger de la Universitatea Cambridge în 1970 (tehnica de sinteză enzimatică).
Secvențierea ADN-ul permite stabilirea structurii genei precum și secvența de amino-acizi a proteinei codificată de genă (în cazul în care ea nu a fost identificată). De asemenea secvențierea ADN-ul poate determina tipul de mutație care a produs o boală genetică.

## Folosirea secvențierii
Secvențierea ADN poate fi folosită pentru determinarea secvențelor ADN individuale ale genelor, ale regiunilor mari genetice (grupuri de gene sau operoni, cromozomi întregi sau chiar genomuri. Secvențierea determină ordinea nucleotidelor prezente în moleculele de ADN și ARN izolate de la animale, plate, bacterii, archaea sau, virtual, orice altă formă de viață.

### Biologia moleculară
Secvențierea este folosită în biologia moleculară pentru a studia genomurile și proteinele codate de acestea. Informațiile obținute în urma secvențierii ajută cercetătorii să descopere schimbări în gene, asocieri cu boli sau fenotipuri și să identifice ținte pentru noi medicamente.

### Biologie evolutivă
ADN-ul reprezintă o moleculă care oferă informații referitoare la moștenirea genetică. De aceea, secvențierea ADN este folosită în biologia evolutivă pentru a studia înrudirea diferitelor organisme și felul în care au evoluat acestea.

### Metagenomică
Domeniul metagenomicii identifică organismele din ape, canele de scurgere, noroi sau mostre de salivă. Cunoașterea organismelor dintr-un anumit mediu este esențială în ecologie, epidemiologie, microbiologie și alte domenii. De exemplu, secvențierea permite cercetătorilor să determine tipurile de microbi prezente într-un microbiom.

### Medicină
Tehnicienii pot secvenția gene ale pacienților pentru a determina riscul bolilor genetice. Acesta este un tip de testare genetică.

### Medicina legală
Secvențiera ADN poate fi folosită, alături de amprentarea ADN, pentru identificarea cadavrelor sau pentru  testele de paternitate.

## Istoric
Acidul deoxiribonucleic (ADN) a fost descoperit și izolat de către Friedrich Miescher în 1869, dar a rămas în umbră mai multe zeci de ani deoarece s-a crezut că proteinele transmiteau informația genetică.
Situația s-a schimbat după 1944, când Oswald Avery, Colin MacLeod și Maclyn McCarty au demostrat că ADN-ul purificat de la o bacterie poate schimba bacteriile dintr-un tip într-altul, în procesul numit transformare genetică.
În 1953  James Watson și Francis Crick au demonstrat că ADN-ul are forma unui dublu helix. 
Bazele secvențierii ADN au fost puse de  Fred Sanger, care în 1955 a conpletat secvența amino-acizilor din insulină, o proteină de mici dimensiuni produsă de pancreas. Munca sa a demonstrat că proteinele sunt entități cu o structură bine definită, și nu un amalgam nedefinit. 
După 1954, Crick a dezvoltat teoria care susținea că aranjamentul nucleotidelor din ADN determină secvențele amino-acizilor din proteine. 

### Secvențierea ARN
Secvențierea ARN este una dintre cele mai vechi tehnici de secvențiere a nucleotidelor. Studiul de bază al secvențierii ARN a fost secvențierea primei gene complete și secvențierea genomului bacteriofagului MS2, identificat și publicat de către Walter Fiers și colegii lui, de la Universitatea Gent (Gent, Belgia), in 1972 și 1976..

### Secvențierea genomurilor întregi
Primul genom întreg secvențiat vreodată a fost cel al  bacteriofagului φX174 în anul 1977. 
Cercetătorii de la MRC, Marea Britanie au descifrat ADN-ul complet al virusului Epstein-Barr în 1984.

### Secvențierea de nouă generație
Mai multe metode noi de secvențiere ADN au fost dezvoltate în anii 90 și au apărut pe piață în anul 2000.
În octombrie 1990 Roger Tsien, Pepi Ross, Margaret Fahnestock și Allan J Johnston au depus actele pentru un patent care descria secvențierea pas cu pas (bază cu bază).
În 1996, Pål Nyrén și studentul său Mostafa Ronaghi de la Institutul Regal de Tehnologie din Stockholm au publicat metoda lor de pirosecvențiere.
În 1997, Pascal Mayer și Laurent Farinelli au depus actele pentru patente care descriau secvențierea ADN-ul din coloniile de microbi. Principiile acestor patente, împreună cu secvențierea bază-cu-bază propusă de Roger Tsien et al. sunt implementate de compania Illumina, în mașinăriile Hi-Seq.

### Secvențierea shotgun
Secevențierea shotgun este o metodă de secvențiere destinată analizei secvențelor ADN mai lungi de 1000 de baze, sau chiar de dimensiunile unui cromozom. Această metpdă presupe ca ADN-ul să fie rupt în fragmente de dimensiuni variabile. După secvențierea fragmentelor individuale, segmentele pot fi reasamblate pe baza regiunilor în care se suprapun.

## Secvențierea de nouă generație

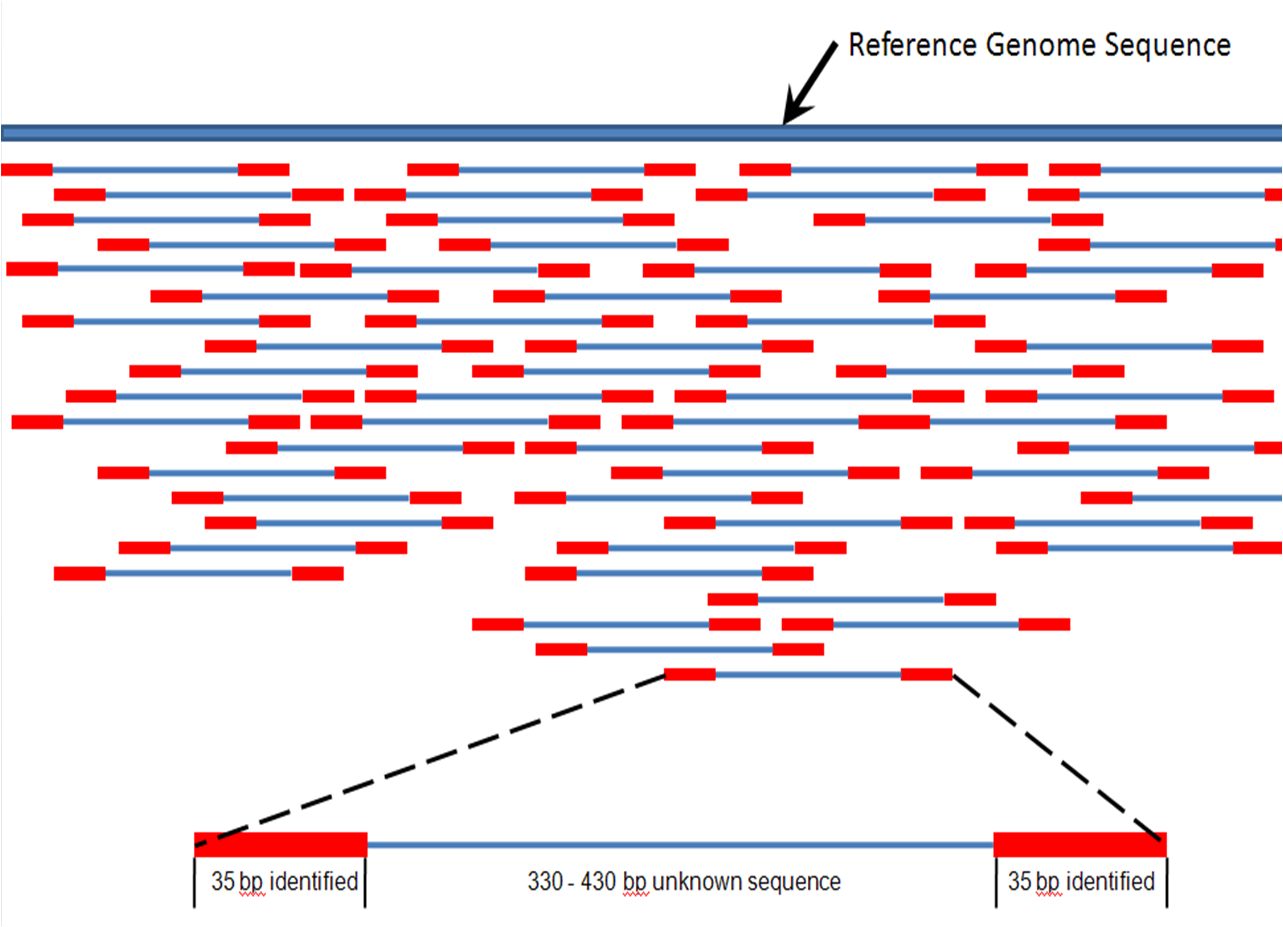
Fragmentele secvențiate trebuie asamblate pe baza regiunilor în care se suprapun.

Secvențierea de nouă generație se referă la secvențierea genomurilor, re-secvențierea acestora, secvențierea transcriptomurilor (RNA-Seq), interacțiunea ADN-proteine (secvențierea ChIP), și  caracterizarea epigenomurilor. 
Re-secvențierea este necesară pentru că genomul unui singur individ nu este reprezentativ pentru întreaga specie.
Cererea pentru secvențiere ieftină a dus la dezvoltarea tehnologiei secvențierii la scară largă (sau secvențiere de nouă generație) care paralelizează procesul de secvențiere, producând milioane de secvențe ADN în același timp.
| Metodă                                                                 | Lungimea secvenței citite                                                                        | Acuratețe (citire a unei baze fără consens) | Citiri pe tură                        | Timp pe tură                                         | Costul unui milion de baze citite (in US$) | Avantaje                                                                                  | Dezavantaje |
| ---------------------------------------------------------------------- | ------------------------------------------------------------------------------------------------ | ------------------------------------------- | ------------------------------------- | ---------------------------------------------------- | ------------------------------------------ | ----------------------------------------------------------------------------------------- | --- |
| Secvențiere în timp real a unei singure molecule (Pacific Biosciences) | 10,000 bp - 15,000 bp medie (14,000 bp N50);mărimea maximă a unei singure citiri >40,000 de baze | 87%                                         | 50,000 pe celulă SMRT sau 500–1000 Mb | între 30 minute și 4 ore                             | $0.13–$0.60                                | Citiri extrem de lungi. Rapid.                                                            | Număr de citiri relativ mic. Echipamentul e în general foarte scump.                                               |
| Ion semiconductor (Secvențierea Ion Torrent)                           | până la 400 bp                                                                                   | 98%                                         | până la 80 de milioane                | 2 ore                                                | $1                                         | Echipament mai ieftin. Rapid.                                                             | Erori. |
| Pirosecvențierea (454)                                                 | 700 bp                                                                                           | 99.9%                                       | 1 milion                              | 24 ore                                               | $10                                        | Citiri lungi. Rapid.                                                                      | Scump. Erori. |
| Secvențierea prin sinteză (Illumina)                                   | de la 50 la 300 bp                                                                               | 99.9% (Phred30)                             | până la 5 miliarde (TruSeq, perechi)  | între o zi și 11 zile, depinde de lungimea citirilor | între $0.05 și $0.15                       | Secvențe multe.                                                                           | Echipament scump. Cere mari cantități de ADN.                                                                      |
| Secvențierea prin ligație (secvențierea SOLiD)                         | 50+35 sau 50+50 bp                                                                               | 99.9%                                       | între 1.2 și 1.4 miliarde             | 1 sau 2 săptămâni                                    | $0.13                                      | ieftin.                                                                                   | Ia mai mult timp decât celelalte metode. Are probleme cu secvențele palindromice.                                  |
| Secvențierea Sanger                                                    | între 400 și 900 bp                                                                              | 99.9%                                       | N/A                                   | între 20 de minute și 3 ore                          | $2400                                      | Citiri lungi.                                                                             | Scump și nu foarte practic în proiectele ample. Presupune Reacția de polimerizare în lanț sau clonare plasmidelor. |
| Secvențierea nanopore                                                  | până la 50000 bp                                                                                 | 70%                                         | N/A                                   | 75 bp/s                                              |                                            | Citiri lungi. Rezultate rapide. Mașinăria MinION este portabilă, de mărimea unui telefon. | Acurarețe foarte slabă.                                                                                            |

## Vezi si
- Secvențierea Sanger
- Secvențierea nanopore
- Secvențierea Ion Torrent
- Secvențiere în timp real a unei singure molecule